# Tania Ghirshman

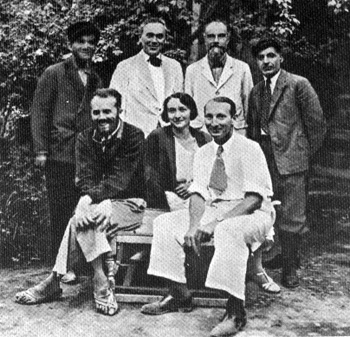
Tania (asseguda, centre) i Roman Ghirshman (assegut, dreta) i el seu equip d'excavació a Tepe Sialk (1934)

Tania Ghirshman (1900–1984), el nom de naixement de la qual era Antoinette Levienne, va ser una arqueòloga i restauradora francesa. Encara que primer va ser dentista, es va dedicar a l'arqueologia després del seu matrimoni amb Roman Ghirshman, amb qui va dirigir nombroses excavacions a l'Iran i l'Afganistan, la més important d'elles, l'efectuada a l'antiga ciutat de Susa. Va adaptar les seues habilitats en odontologia a la restauració, i va proporcionar il·lustracions i reproduccions per a les publicacions del seu marit. Les seues memòries, Archéologue malgré moi, van ser guardonades amb un premi Broquette-Gonin en literatura per l'Acadèmia Francesa el 1971.